# Captain Jack
Captain Jack var et tysk eurodance band, der hittede i 1995 med sangen "Captain Jack".
Forsangeren i Captain Jack var Franky Gee, som blev hos bandet til sin død i 2005. Bandet har dog altid haft en sangerinde, som dog har været skiftet ud flere gange. Liza Da Costa (1995-1998), Maloy (1999-2000), Illi Love (1999-2000), og Sunny (2001-2005).
Captain Jack blev hurtigt lagt mærke til, pga. deres usædvanlige fremtræden som et militær band. Franky Gee, der spillede rollen som Captain Jack, var klædt ud som en krigskaptajn, og musikvideoerne indeholdte næsten altid krigsrelaterede scener, såsom boot camp træninger, og en masse andet.
Franky Gee døde d. 22. oktober 2005, efter han fire dage tidligere blev indlagt.
Captain Jack var et af de mange bands som hittede i midten af 90'erne, men som hurtigt uddøde da Eurodance manien forsvandt hen mod slutningen af årtiet.